# Sida
Sida (Swedish International Development Cooperation Agency), Styrelsen för internationellt utvecklingssamarbete, er en statslig svensk myndighed med hovedkontor i Stockholm og underlagt det svenske udenrigsministerium. Sidas mål er at bidrage til at skabe forudsætninger for at fattige mennesker kan forbedre deres levevilkår.
På linje med andre svenske myndigheder arbejder Sida selvstændigt indenfor de rammer, som Riksdagen og regeringen udstikker. Riksdag og regering råder således over økonomien, hvilke lande Sverige (og dermed Sida) skal samarbejde med og hvilken karakter arbejdet skal have. Sida har gennem svenske ambassader lokal repræsentasjon i over 50 lande.
I 2005 havde Sida 900 medarbejdere hvoraf 190 var stationeret i udlandet ved ambassader og konsulater i samarbejdslande. Personalet i Sverige findes i Stockholm, Härnösand og Visby.
Sida styrer omkring 54 % – eller i 2006 cirka 15,9 milliarder kr – af Sveriges totale bidrag til det internationale udviklingssamarbejde. Totalt var det svenske bidrag til bistand 29,3 milliarder svenske kroner i 2006.

## Eksternt link
- Sidas netsted (svensk)